# Хейфец, Борис Аронович
Бори́с Аро́нович Хе́йфец (род. 14 августа 1948) — советский и российский экономист. Главный научный сотрудник Института экономики РАН, профессор Финансового университета при Правительстве Российской Федерации. Один из наиболее известных российских экспертов по проблемам внешнего долга России и задолженности перед Россией других стран, утечки капиталов и деофшоризации, регионализации и трансрегионализации.

## Биография
С 1971 года работает в Институте международных экономических и политических исследований (до 1990 года — Институт экономики мировой социалистической системы) РАН (до 1992 года — АН СССР). Работал стажёром-исследователем, младшим, старшим научным сотрудником, заведующим сектором. В 1975 году защитил кандидатскую диссертацию «Проблемы совершенствования отраслевой структуры народных хозяйств в условиях научно-технической революции и социалистической экономической интеграции: на примере европейских стран-членов СЭВ». Главный научный сотрудник Центра постсоветских исследований Института экономики РАН.
В 1999—2003 годах — эксперт Комиссии по внешнему долгу и зарубежным активам Государственной думы России. В 2004—2005 годах — лауреат гранта «Лучшие экономисты РАН» для докторов наук.
Доктор экономических наук (2002), тема диссертации: «Проблемы управления внешним долгом и зарубежными активами в условиях глобализации (на примере России)». Профессор Департамента мировой экономики и мировых финансов Финансового университета при Правительстве Российской Федерации. Член Общественного совета при Минюсте Российской Федерации, член экспертного совета при омбудсмене по защите инвестиций за рубежом, член Национального комитета по исследованию БРИКС.

## Научные труды
Автор более 350 работ по международному экономическому сотрудничеству, межгосударственным кредитно-долговым отношениям, государственному долгу, трансграничному движению капитала, региональной экономической интеграции, в том числе 15 индивидуальных монографий (4 — в соавторстве) и 14 брошюр, опубликованных в России и ряде зарубежных стран (Австралии, Болгарии, Великобритании, Венгрии, Вьетнаме, Казахстане, Китае, Чехии, Монголии, США, Финляндии, Украине, Японии).
- Б. А. Хейфец. Кредитная история России. От Екатерины II до Путина. — Эдиториал УРСС, 2001. — 136 с. ISBN 5-8360-0193-6
- Б. А. Хейфец. Решение долговых проблем: Мировой опыт и рос. действительность. — М.: Академкнига, 2002. — 367 с. ISBN 5-94628-044-9
- Б. А. Хейфец. Кредитная история России. Характеристика суверенного заемщика. М.: Экономика, 2003. — 392 с. ISBN 5-282-02294-X
- Б. А. Хейфец. Как возвратить кредиты. Урегулирование задолженности иностранных государств перед Россией. М.: УРСС, 2005; — 214 с. ISBN 5-282-02398-9
- Б. А. Хейфец, А. М. Либман. Экспансия российского капитала в страны СНГ. М.: Экономика, 2006. — 365 с. ISBN 5-282-02629-5.
- Б. А. Хейфец. Долговая политика России: актуальные проблемы. М.: Научный эксперт, Экономика, 2007. — 104 с. ISBN 978-5-282-02777-8
- Б. А. Хейфец, А. М. Либман. Корпоративная интеграция: Альтернатива для постсоветского пространства. ЛКИ, 2008. — 160 с. ISBN 978-5-382-00605-5
- Б. А. Хейфец. Офшорные юрисдикции в глобальной и национальной экономике. М.: Экономика, 2008. — 335 с. ISBN 978-5-282-02852-2
- Б. А. Хейфец. Российский бизнес в странах ЕврАзЭС. Модернизационный аспект. М.: Экономика, 2011. — 294 с. ISBN 978-5-282-03154-6
- Б. А. Хейфец. Деофшоризация российской экономики: возможности и пределы. М.: Институт экономики РАН, 2013. — 63 с. ISBN 978=5=9940=0426-5
- Б. А. Хейфец. Россия и БРИКС. Новые возможности для взаимных инвестиций. М.: Дашков и К,, 2014. — 220 с. ISBN 978-5-394-02461-0
- Б. А. Хейфец. Метаморфоза экономической глобализации. М.: Институт экономики РАН, 2018. — 41 с. ISBN 978-5-9940-0620-7
- Б. А. Хейфец. Как модернизировать Евразийский экономический союз. М.: Институт экономики РАН, 2019. — 45 с. ISBN 978-5-9940-0648-1
- Б. А. Хейфец. Новые экономические мегапартнерства и Россия. СПб.: Алетейя, 2019. — 288 с. ISBN 978-5-907115-65-1
- Б. А. Хейфец. Китайский путь глобализации и Россия. М.: Курс, 2021. — 208 с. ISBN 978-5-907228-86-3